# 扎維亞洛沃區 (烏德穆爾特共和國)

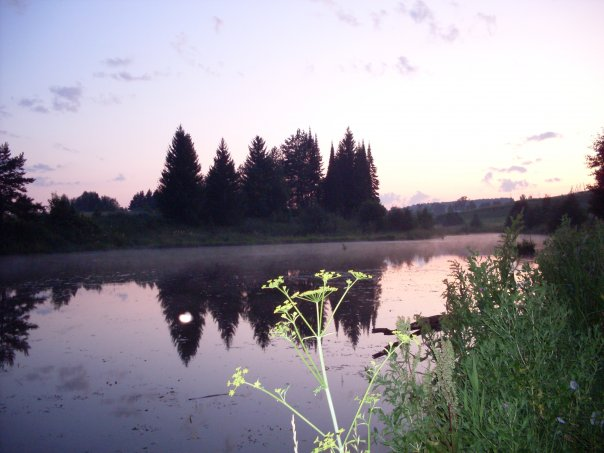

56°47′25″N 53°22′50″E / 56.79028°N 53.38056°E
扎維亞洛沃區（俄语：Завьяловский район），是俄羅斯的一個區，位於該國西南部，由烏德穆爾特共和國負責管轄，面積2,203.3平方公里，2010年人口66,000，人口密度每平方公里29.96人。